# 哈氏擬麗鱼
哈氏擬麗魚，為輻鰭魚綱鱸形目隆頭魚亞目慈鯛科的其中一種，分布於非洲馬拉威湖東北部的Chisumulu島流域，棲息深度4-50公尺，體長可達12公分，棲息在有沉積物的礁石區、沙底質水域，以浮游生物為食，雄魚具有領域性，生活習性不明，可作為觀賞魚。

## 擴展閱讀
維基物種上的相關：哈氏擬麗魚